# Acraea planesium
Acraea planesium är en fjärilsart som beskrevs av Charles Oberthür 1893. Acraea planesium ingår i släktet Acraea och familjen praktfjärilar. Inga underarter finns listade i Catalogue of Life.